# Таити трот
Таити-трот, op. 16 — оркестровая пьеса Д. Д. Шостаковича. Написана осенью 1928 года на материале песни Tea for Two («Чай вдвоём») Винсента Юманса (из мюзикла «No, no, Nannette», 1925). 
Шостакович услышал эту песню в оркестровке Б. И. Фомина, сделанной им для своей оперетты «Карьера Пирпонта Блейка» (1926). Русский перевод песни сделал К. И. Подревский, он же и назвал песню Юманса «Таити-трот», то есть, фокстрот «Таити».
Забавна история возникновения фокстрота: в 1928, будучи в гостях у дирижёра Н.А. Малько, Шостакович прослушал запись песни «Таити-трот» в оркестровке Фомина, после чего хозяин заключил с гостем пари (на 100 рублей), что последний не сможет заново оркестровать песню по памяти в течение часа. Шостакович принял пари и выиграл, завершив работу примерно за 45 минут. 
Премьера «Таити-трот» состоялась в Москве 25 ноября 1928 года. Пьеса до сих пор остаётся популярным номером в концертных оркестровых программах и часто исполняется на бис. По предложению А. В. Гаука фокстрот был включён в качестве антракта в балет Шостаковича «Золотой век».